# Karalo Maibuca
Karalo Hepoiteloto Maibuca (* 10. Juni 1999 auf Nanumanga) ist ein tuvaluischer Leichtathlet.

## Biografie
Karalo Maibuca schied bei den Commonwealth Games 2018 im 100-Meter-Lauf in seinem Vorlauf aus. 2021 wurde er für die Olympischen Spiele 2020 in Tokio nominiert. Bei der Eröffnungsfeier war er zusammen mit Matie Stanley Fahnenträger von Tuvalu. Im Wettkampf über 100 Meter lief er im Vorlauf zwar mit 11,42 Sekunden zu einem neuen nationalen Rekord, schied jedoch vorzeitig aus. Während der Schlussfeier war er der Fahnenträger seiner Nation.